# Idingsee
Der Idingseeⓘ ist ein stehendes Gewässer im westfälischen Peckeloh. Der Idingsee wird oftmals mit dem größeren, benachbarten Temmesee verwechselt, z. B. bei Google maps.

## Geographie
Der See hat eine Fläche von ca. 0,8 ha.